# Um Mitternacht (Goethe)

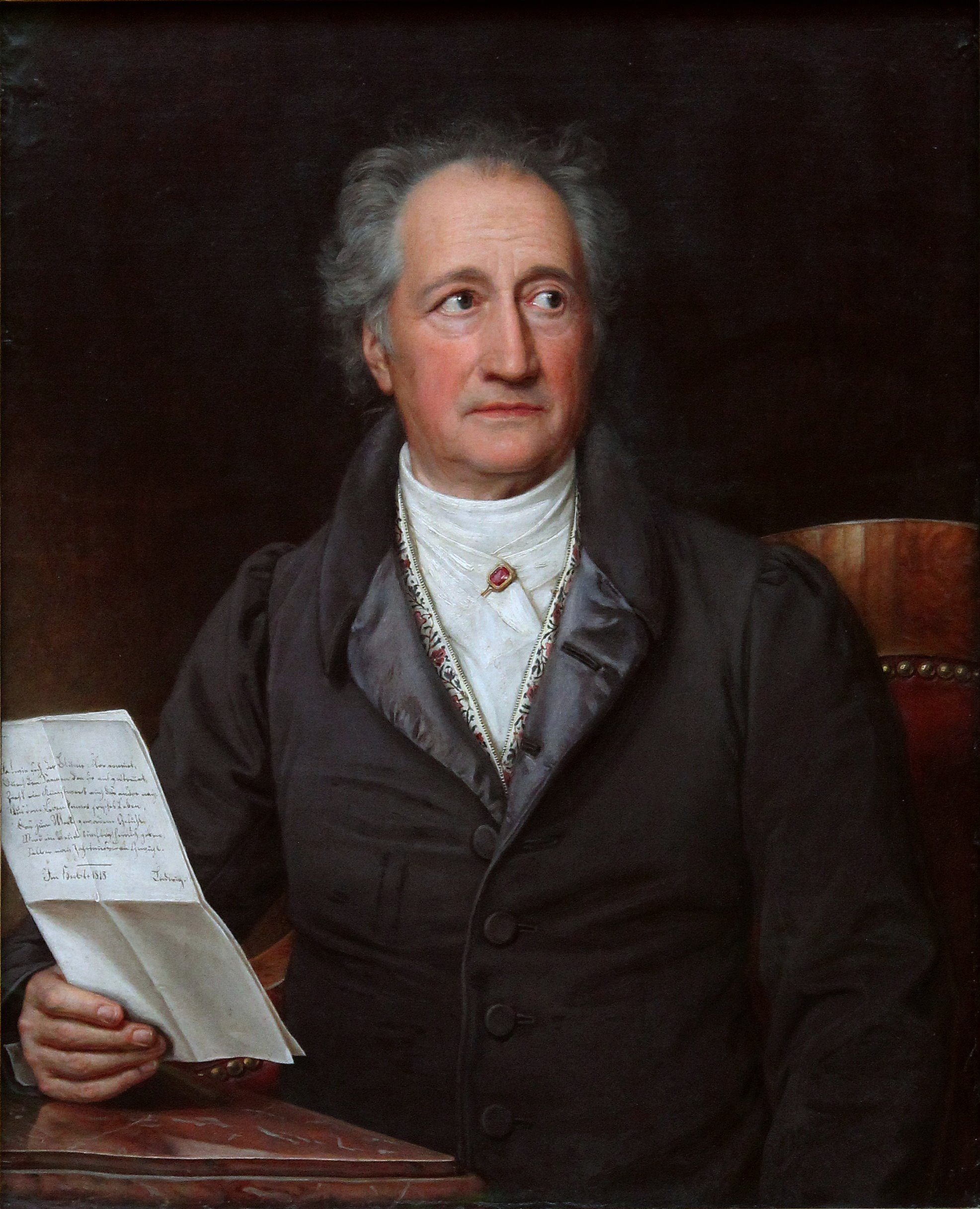
Johann Wolfgang von Goethe, Ölgemälde von Joseph Karl Stieler

Um Mitternacht ist der Titel eines Gedichts von Johann Wolfgang von Goethe, das am 13. Februar 1818 entstand und 1821 in der Neuen Liedersammlung von Carl Friedrich Zelter erstmals gedruckt wurde.
Goethe nannte es sein „Lebenslied“ und schätzte es seit „seiner mitternächtigen unvorgesehenen Entstehung“ immer sehr hoch ein.
Mit seiner lässlichen anakoluthischen Syntax und dem persönlichen Bekenntnischarakter markiert es den Übergang zum Alterswerk und kann wegen der autobiographischen Bezüge als verdichteter Lebenslauf betrachtet werden.

## Form und Inhalt
Das Gedicht besteht aus drei fünfhebigen, jambischen und kreuzweise gereimten Strophen, die Kindheit, Erwachsensein und Alter beleuchten und an deren Ende der titelgebende Refrain „Um Mitternacht“ echoartig wiederholt wird. 
Sie lauten:
Um Mitternacht ging ich, nicht eben gerne,

Klein, kleiner Knabe, jenen Kirchhof hin

Zu Vaters Haus, des Pfarrers; Stern am Sterne

Sie leuchteten doch alle gar zu schön;

Um Mitternacht.

 

Wenn ich dann ferner in des Lebens Weite

Zur Liebsten mußte, mußte, weil sie zog,

Gestirn und Nordschein über mir im Streite,

Ich gehend, kommend Seligkeiten sog;

Um Mitternacht.

 

Bis dann zuletzt des vollen Mondes Helle

So klar und deutlich mir ins Finstre drang,

Auch der Gedanke willig, sinnig, schnelle

Sich ums Vergangne wie ums Künftige schlang;

Um Mitternacht.

## Entstehung und Hintergrund
In den Annalen von 1818 beschrieb Goethe, wie das Lied aus einem „wundersame(n) Zustand bei hehrem Mondenschein“ entstanden sei. Er schätzte es „desto lieber und werter“ ein, als er „nicht sagen könnte, woher es kam und wohin es wollte.“ 
Am 14. Januar 1827 erklärte er gegenüber Eckermann, das Lied sei ihm noch immer „ein lebendiger Teil“ und lebe in ihm fort.
Wie Goethe in Dichtung und Wahrheit formulierte, war ihm die „Empfindung der Vergangenheit und Gegenwart in Eins“ ein häufig prägendes Gefühl.  Die Zeitebenen verknüpfend, verfremdete er gleichzeitig den autobiographischen Hintergrund – sein Vater Johann Caspar Goethe war kein Pfarrer, und das Elternhaus lag nicht in der Nähe eines Kirchhofs –, um sich deutlicher auf das seelische Erleben des Kindes konzentrieren zu können.
Sechs Jahre nach der Veröffentlichung schrieb Eduard Mörike ein gleichnamiges Gedicht, das zu seinen bekanntesten Werken gehört und nach Auffassung von Heinz Politzer als Antwort auf Goethe gelesen werden kann, bei dem der Titel dem dreimal wiederholten Refrain entspricht. Mit dem Kehrreim „vom heute gewesenen Tage“ verbinde auch Mörike die Gegenwart mit der Vergangenheit. Sei Goethes Werk von einer väterlichen Perspektive geprägt, setze Mörike ihr eine mütterliche entgegen.
Das Gedicht zeigt einige Eigenheiten, die Goethes Altersstil charakterisieren. Hierzu zählt die mit der Neigung zu Neologismen nahverwandte Doppelung von Adjektiven („Klein, kleiner Knabe“), bei der ein Eigenschaftswort oft nicht dekliniert wird, sowie ungewöhnliche Wortstellungen und grammatikalisch nicht geschlossene Satzkonstruktionen.

## Interpretation
Benno von Wiese sieht in den Strophen drei Entwicklungsstufen, die Goethe in Form eines verkürzten Lebenslaufs darstellt. Dem melancholisch gespiegelten „Trauma und Glück der Kindheit“ der ersten Strophe folgt das offen autobiographisch geschilderte Liebesleben des Mannes der zweiten und schließlich der Rückblick und die Reife des Alters in der dritten Strophe. Die Wendung „Gestirn und Nordschein über mir im Streite“ bezieht sich für ihn auf das spannungsvolle Verhältnis zwischen dem südlichen Italien auf der einen und dem nördlichen Weimar auf der anderen Seite. Dieser Problemkomplex ist mit der sprachlich harten Fügung „mußte, mußte, weil sie zog“ verbunden, aus der sich die schwierige Beziehung Goethes zu Charlotte von Stein herauslesen lässt, die er, 1786 nach Italien aufbrechend, im kühlen Deutschland zurückließ.

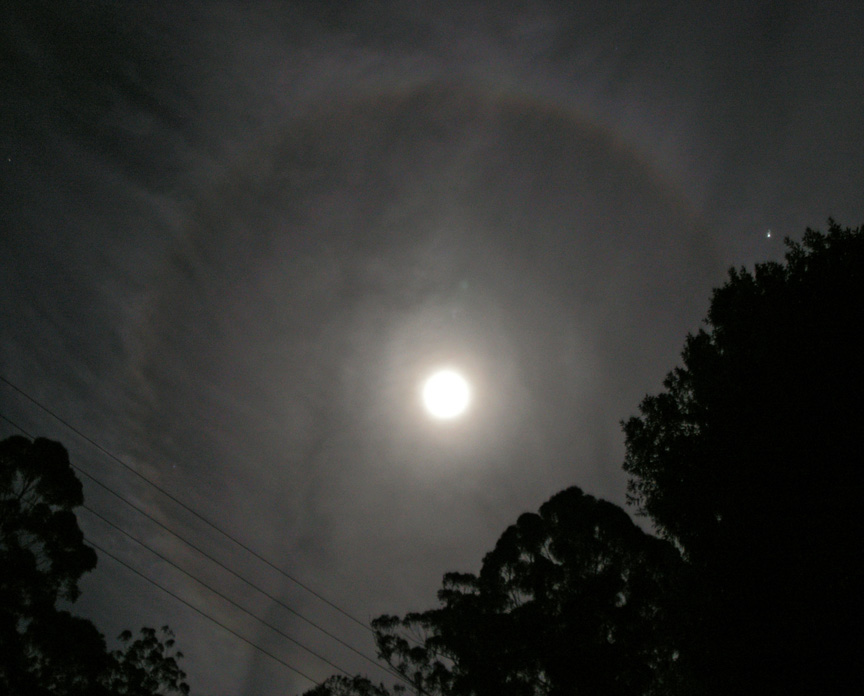
Mondlicht mit Halo

Die refrainartige Formel „Um Mitternacht“ am Ende jeder Strophe spiegelt die einzelnen Episoden aus der Tiefe des fortgeschrittenen Alters, das die vorhergehenden Lebensstufen in Erinnerungen wachruft.
Die drei Lebensabschnitte stehen selbständig und mit eigenem Zauber da, sind aber gleichzeitig über die drei Strophen miteinander verbunden, indem das lyrisch vergegenwärtigte Leben in der ersten Zeile der letzten Strophe zu kulminieren scheint, in der alles im hellen, nachtdurchdringenden Mondlicht beleuchtet wird. Wie für Goethes Altersstil typisch, wirkt das Vergangene lebendig: Das Fremdheitsgefühl des Kindes am Kirchhof und seine Sehnsucht nach den Sternen ebenso wie die Liebe des Mannes, die viele Jahre zurückliegt.
Auch Erich Trunz sieht den biographischen Hintergrund und die Entwicklungsbewegung des Gedichts. Das Wort „zuletzt“ in der dritten Strophe deutet für ihn auf den Altersbezug. Im Licht des Vollmondes blicke Goethe gelassen zurück und verbinde die Vergangenheit mit der Gegenwart. War die Welt für das Kind noch fremd und unerkannt und für den Mann von schmerzlichen Liebesgefühlen geprägt, bestimmt nun der Geist das Geschehen, der sich gegenüber dem schwächer werdenden Körper erhoben hat, die Vergangenheit wachruft und sich fragt, ob es noch eine Steigerung geben kann. Dieser Entwicklung entspricht die zunehmende Helligkeit von der noch dunklen Kindheit bis zum leuchtenden Mondenschein des Alters. Das Leben selbst wird indes nicht gänzlich durchleuchtet, sondern bleibt rätselhaft. Das zeigt sich für Trunz am Satzbau, indem der Bedingungssatz der zweiten Strophe nicht deutlich zu Ende geführt wird und der Temporalsatz der letzten Strophe ohne vorrangigen Hauptsatz letztlich offen bleibt, was die weitere Entwicklung unbestimmt lässt. Das Geheimnis des Lebens bleibt unangetastet.